# Враврона
Вравро́на (греч. Βραυρώνα) — село в Греции, на месте древнего города Браврон. Расположено на высоте 20 метров над уровнем моря, на побережье бухты Враона в заливе Петалия Эгейского моря, в 6 километрах к юго-востоку от Афинского международного аэропорта «Элефтериос Венизелос», в 6 километрах к югу от Луцы, в 8 километрах к северо-востоку от Маркопулона, в 12 километрах к югу от порта Рафина и в 26 километрах к юго-востоку от центра Афин. Входит в сообщество Маркопулон-Месойеас в общине (диме) Маркопулон в периферийной единице Восточная Аттика в периферии Аттика. Население 195 жителей по переписи 2011 года.
До 1940 года существовало село Враона (греч. Βραώνα), в 1940 году Враона была упразднена. В 1971 году вновь создано село под названием Враврона.
В селе находится одноимённый объект археологического наследия, древние карьеры, византийская церковь Святого Георгия (XV век) и археологический музей.

## История

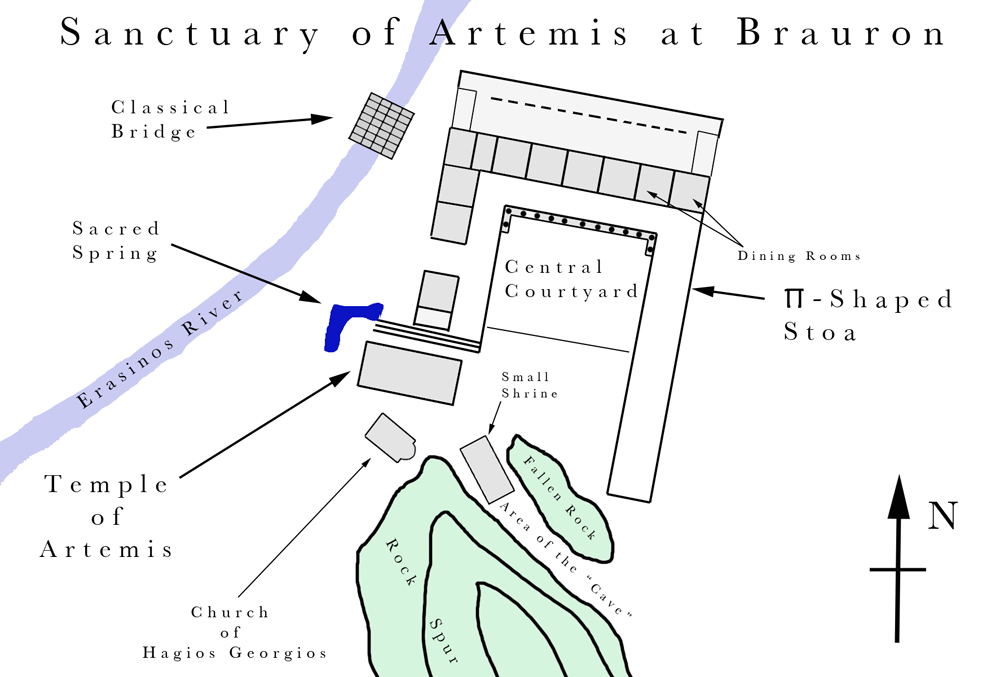
План святилища Артемиды в Бравроне

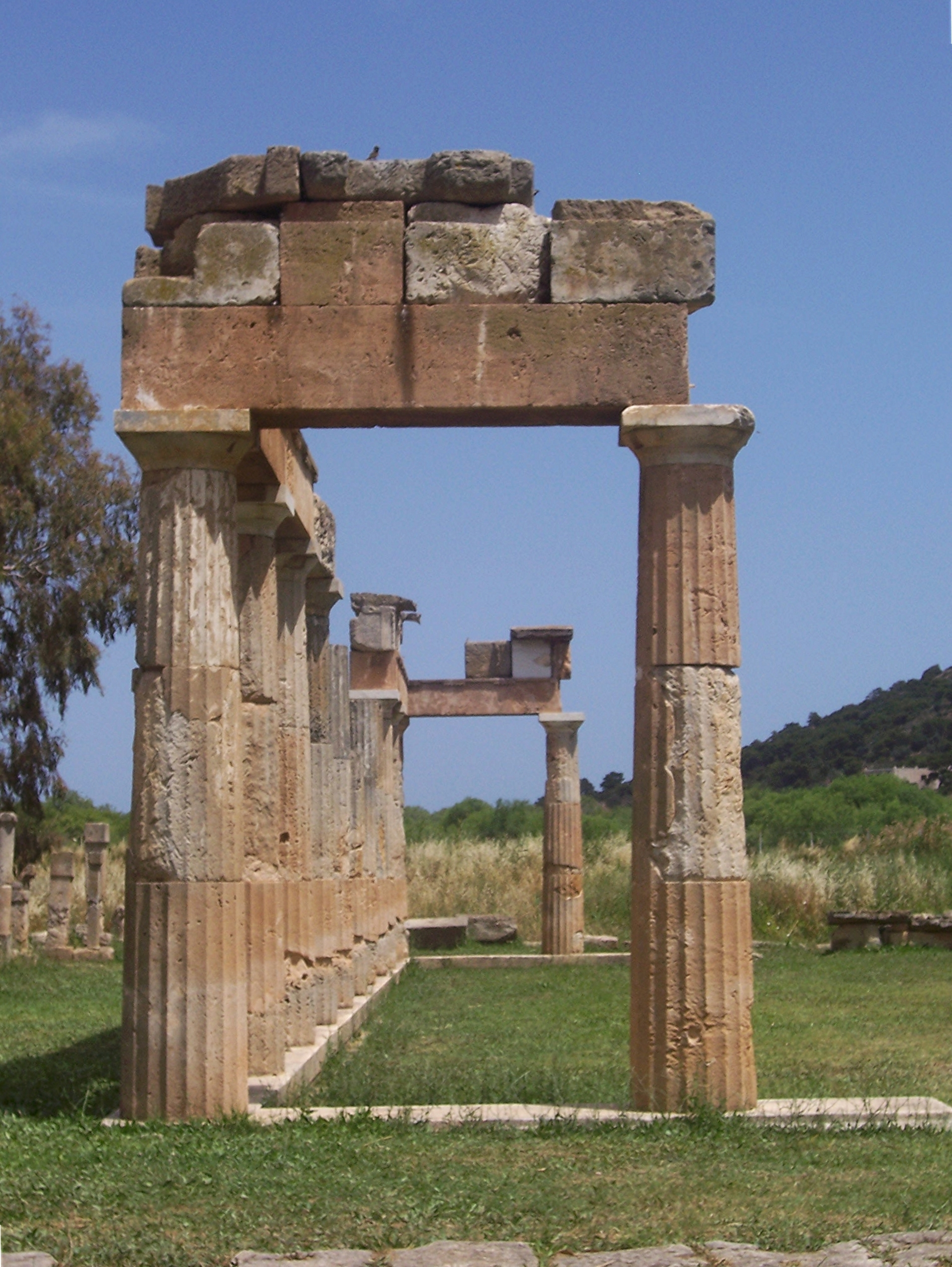
Стоа на месте археологических раскопок Враврона

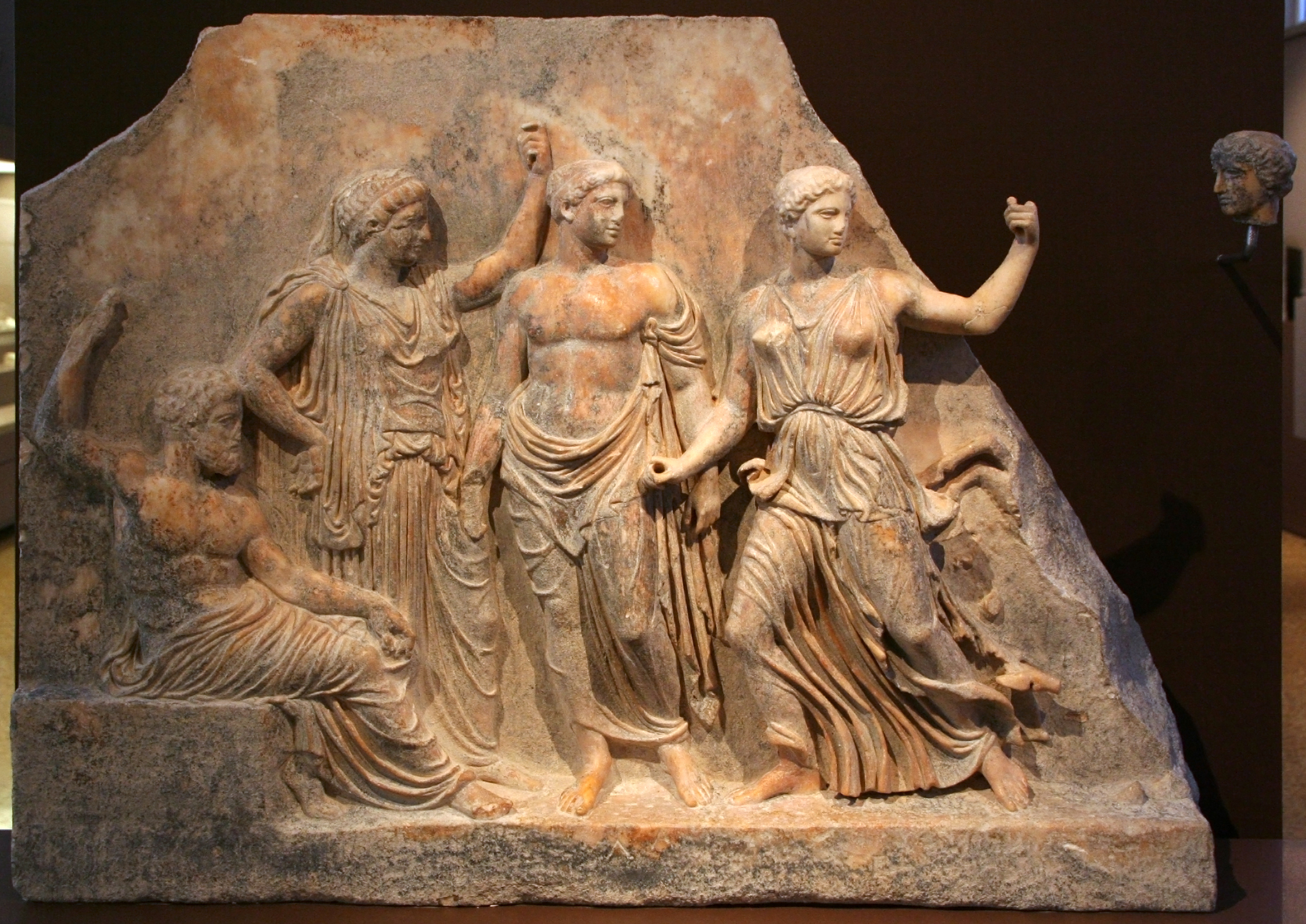
Рельеф с Зевсом, Лето, Аполлоном и Артемидой. IV век до н. э. Археологический музей Вравроны

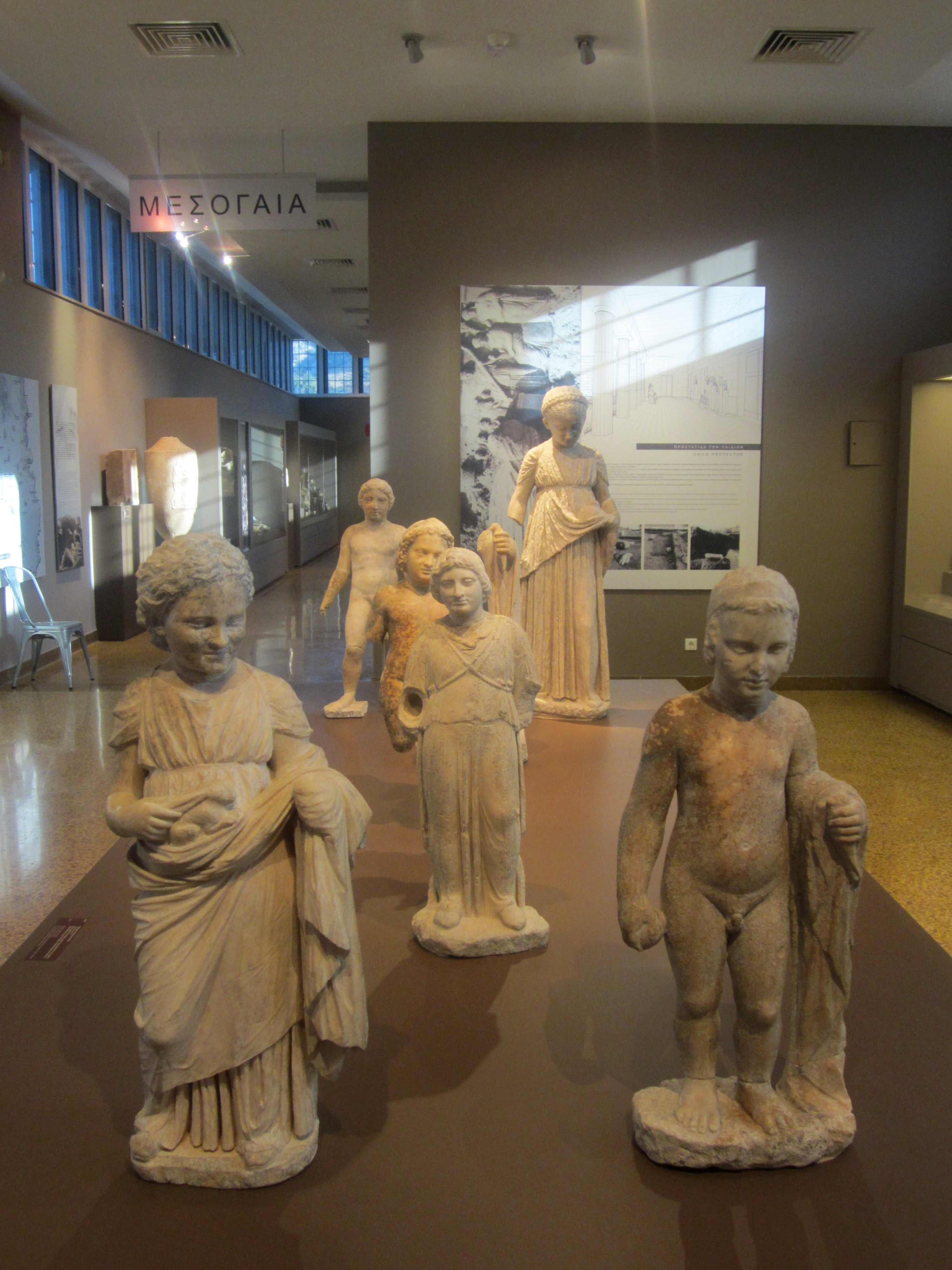
Археологический музей Вравроны

Древний город Браврон (др.-греч. Βραυρών) находился на побережье бухты Враона, был знаменит святилищем Артемиды Бравронской, был одним из городов аттического Двенадцатиградия и был назван в честь одноимённого героя. Пересекался рекой Эрасин (ныне Эрасинос). На холме у города было построено святилище Артемиды. По преданию культ был учреждён Орестом и Ифигенией, когда они вернулись из Тавриды с деревянным кумиром Артемиды, которую установили в Галах Арафенидских (др.-греч. Ἁλαί Ἀραφηνίδες), гавани дема Арафен (Ἀραφήν), относящегося к филе Эгеида. Павсаний сообщает, что деревянный кумир оставлен был Ифигенией в Бравроне. По сообщению Павсания деревянная статуя Артемиды была увезена Ксерксом и находилась в Сузах. Ифигения после возвращения служила Артемиде в её храме в Бравроне. Расцвет святилища начинается примерно в 700 году до н. э., достигает пика во второй половине V века до н. э. и продолжается на протяжении IV века до н. э.
Археологические находки указывают на то, что в эпоху неолита на побережье бухты существовало поселение, которое развивалось особенно в раннеэлладский период (3500—2000 до н. э.). Месторасположение благоприятствовало сообщению с островами Киклады и Малой Азией.
К эпохе неолита относятся остраконы, которые были найдены на восточном склоне холма доисторического акрополя, там, где расположен нынешний музей Вравроны. В той же области, на восточном, южном и северных склонах холма найдена керамика раннеэлладского периода (2650—2000 до н. э.).
В среднеэлладский период (2000—1600 до н. э.) поселение превратилось в действительно организованное сообщество и было на высокой стадии развития, как показывают многочисленные останки домов, которые располагались на вершине холма, в самой высокой части северной вершины, а также многочисленные находки высокого качества минийской и тёмной керамики (αμαυρόχρωμη κεραμική). Поселение было укреплённым.
В позднеэлладский период (1600—1100 до н. э.) поселение было крупным, как показывают останки домов на вершине холма, и в верхней части северного склона, и камерообразные погребения позднеэлладского периода IIIB1 (1300—1230 до н. э.), которые были раскопаны на западных склонах холма Лапуци (Λαπούτσι) в селе Хамолья, к востоку от Вравроны.
В конце микенского периода поселение исчезло на период с позднеэлладского периода IIIB1 (1300—1230 до н. э.) до 900 до н. э., вероятно, после нападения врагов на Аттику.
Новое поселение было основано в области «Кипи» (Κήποι, «Сады») в 3 километрах от старого, вдали от побережья. Здесь находилось родовое поместье Писистрата.
Останки поселения геометрического (IX—VIII вв. до н. э.) и архаического (VII—VI вв. до н. э.) периодов были также найдены в областях «Капсала» (Καψάλα), «Ле-Деспоти» (Λε - Δεσπότη) и Айо-Димитрио (Άγιο Δημήτριο), останки поселений были также обнаружены на западных и южных склонах вытянутого холма, который простирается между областями «Кипи» и «Метохи» «Вравроны» (Μετόχι), где находился дем Филаиды. В холмах вокруг святилища и на равнине были обнаружены гробницы геометрического периода.
В архаический период (700—508 до н. э.) существовал первый храм Артемиды. Сильная строительная деятельность в святилище наблюдалась с середины V века до н. э. и на протяжении всего IV века до н. э. Святилище включало помимо храма множество зданий. Многие найдены при раскопках, в то время как другие еще не были найдены, но упоминаются в надписях.
Местом поклонения всегда оставалось первоначальное святилище, вокруг храма Артемиды и могилы Ифигении, на северном скалистом склоне холма акрополя Браврона.
Около 300 года до н. э. святилище пострадало от наводнения и было заброшено. Руины древнего святилища включают остатки дорического храма (начало V века до н. э.), стои и легендарной могилы Ифигении.
В 1948—1963 годах Яннис Пападимитриу провёл систематические раскопки святилища. В 1950—1960 годах реставрация стои, которая обрамляла двор святилища и храм Артемиды, была сделана профессором Хараламбосом Бурасом.
Род Писистрата происходил из Браврона, а также род Филаиды, к которому относились Мильтиад Старший и Кимон Старший, противники Писистрата. Демократическая оппозиция к тирании Писистрата была причиной того, что после возвращения Клисфена Браврон не был отдельным демом, а принадлежал дему Филаиды. В нескольких минутах ходьбы от святилища была обнаружена большая раннехристианская базилика (VI век н. э.), в которой сохранилась роспись, базилика была разрушена в следующее столетие.

## Святилище Артемиды Бравронской
Большинство зданий, которые существовали в святилище Браврона, известны из надписи — резолюции, датированной серединой III века до н. э. В надписи, относящейся к строительному ремонту, упоминаются здания: храм, парфенон, дома, амфиполион и верхнее помещение над ним, гимнасий, палестра и конюшня. Эти здания, кроме храма Артемиды и парфенона, который, вероятно, был большой стоей, расположенной к северу от храма, ещё не найдены из-за прекращения раскопок. Среди зданий святилища также есть небольшой теменос, могила Ифигении и священный дом.
На холме, где было это поселение (недалеко от церкви Святого Георгия) раскопки Янниса Пападимитриу показали святилище Артемиды Бравронской, в мифологии связанной с Ифигенией, которая была её жрицей. Ифигения первоначально — богиня родов, покровительница рожениц, которой поклонялись в пещере, подобной пещере Илифии. Действительно, была найдена пещера к северо-западу от храма, и находки свидетельствуют о том, что это было место поклонения с VIII по VII века до н. э. В античных источниках пещера упоминается как кенотаф (др.-греч. κενήριον).
Когда рухнул свод пещеры, была построена к западу от пещеры небольшая так называемая могила (др.-греч. ἡρῶον) Ифигении на туфовом основании размерами 7,75 × 4,45 метра. Сюда приносили хитоны рожениц, которые умерли при родах.
В классический период, возможно до постройки могилы, к востоку был построен еще один мегарон — священный дом, связанный также с культом Ифигении.
Храм Артемиды размерами 19,20 × 10,35 метра расположен в северо-западной части акрополя, на высокой скале Г-образной формы, сложенной из туфа. На месте старого храма эпохи Писистрата (VI век до н. э.) стоит сегодня часовня Святого Георгия. Новый дорический храм Артемиды был построен после 480 года до н. э., после того, как святилище было разрушено персами.
К востоку от храма был найден алтарь с множеством пожертвований (обетов), а к северу от храма Артемиды была обнаружена большая насыпь, на которой найдены алтарь, раковины, остраконы и идолы VII—V вв. до н. э.
В конце V века до н. э. (около 420 года до н. э.), святилище Артемиды значительно расширилось за счет строительства большой стои в форме буквы П, окружавшей святилище с запада, севера и востоку и создавшей таким образом центральный двор святилища. К северу от стои, параллельно ей была еще одна стоа с пропилеями на востоке и западе.
В святилище были, вероятно, монументальные пропилеи, построенные одновременно с храмом Артемиды и разрушенные при строительстве стои в конце V века до н. э.
В святилище сохранился небольшой квадратный туфовый мост на реке Эрасинос, который был построен к северо-западу от стои в V веке до н. э.
В святилище, кроме Артемиды, поклонялись Ифигении, Лето, Аполлону и Дионису. Богатые пожертвования, найденные и выставленные в музее, показывают, что Артемида почиталась как богиня природы, «Куротрофос» (Воспитательница), покровительница детей, а также мелких животных. В Бравроне каждые пять лет происходило праздничное торжество (Βραυρώνια), во время которого проводились рапсодические игры, жертвоприношения, музыкальные и спортивные соревнования, гонки на колесницах. Процессия началась в Бравронейоне, дочернем святилище Артемиды Бравронской, расположенном на афинском Акрополе, к юго-востоку от Пропилей. Артемида почиталась как медведица. В празднике участвовали жрицы Артемиды Бравронии (девочки, не достигшие полового созревания), которые надевали в ритуальном танце медвежьи шкуры и назывались «медведицами». Многочисленные статуи детей 5-10 лет, а также рельефы, найдены в северной части святилища, относящиеся к IV веку до н. э., показывают, что существовала традиция посвящать богине детей, которых называли «медведицами». По преданию это было сделано для искупления богини, поскольку она убила священного медведя.

## Храм Артемиды на месте археологических раскопок Враврона
Храм Артемиды, дорического ордера с опистодомом, расположен в северо-западном углу скалы акрополя на крепком туфовом основании на возвышении в форме буквы Г. Он, безусловно, доминировал по своему положению и высоте над всеми постройками святилища. Он был построен из местного туфа в конце V века до н. э. вместо старого храма архаического периода, на месте где сегодня стоит часовня Святого Георгия. Алтарь храма был разделен колоннадой на три части. Сегодня от храма Артемиды Бравронской сохранился только самый нижний слой фундамента, но и он неполный.

## Стоа на месте археологических раскопок Враврона

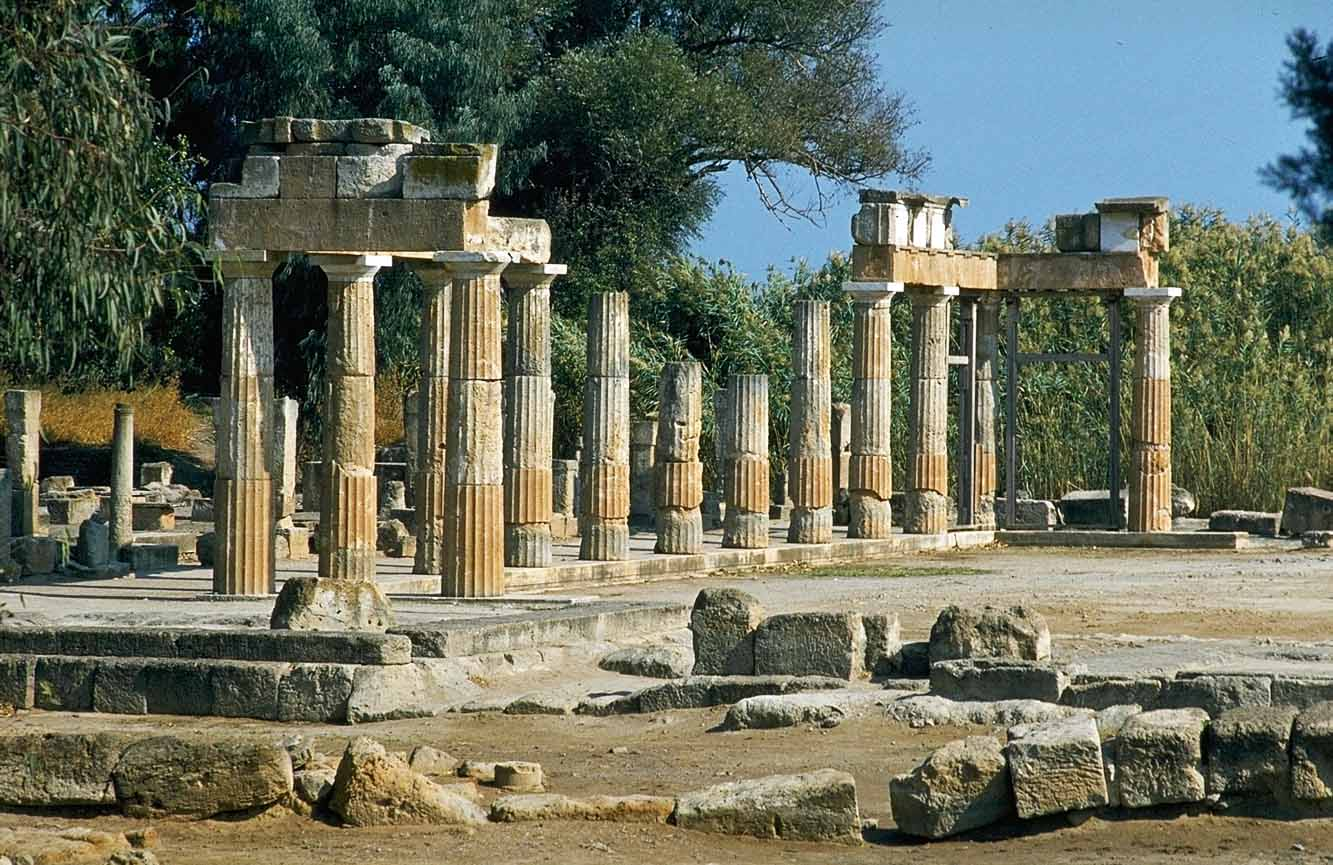
Стоа на месте археологических раскопок Враврона

Стоа — туфовое здание, гекатомпедон («стофутовое») дорического стиля, в форме буквы П, которое охватывает обширное открытое пространство вокруг храма Артемиды и всех других построек у подножия холма. В задной части стои, в её северной части было шесть спален, узкая дорожка делила их на группы по три, и одна маленькая комната на западном краю. В западной части стои было три таких спальни, центральный вход и еще одна маленькая комната. Все спальни имели эксцентрический вход со двора. Каждая спальня имела 11 деревянных кроватей и 7 каменных столов. Параллельно северному крылу стои расположена Северная стоа с колоннадой из 12 колонн с южной стороны. Внутри Северной стои выстроены 37 прямоугольных пластин с выемкой в центре. Считается, что это места для белых досок для записей (λεύκωμα), на которые наносили имена «медведиц». По другой версии, здесь размещались пеплосы рожениц, умерших при родах. Скульптуры (статуи, рельефы) устанавливались на мраморные и туфовые пьедесталы вдоль внешней стороны северного и западного крыла стои. Спальни стои, вероятно, служили либо для пребывания паломников, либо, возможно, «медведиц» — девочек, принимавших участие в празднике — на полу комнат видны углубления от кроватей и столов. По другой версии стоа служила для почитания Ифигении. Вероятно, стоа имела смешанные функции. Архитектура стои типична для архитектуры после середины V века до н. э. Найдена надпись 416/415 года до н. э. со списком жертвенных даров и священных сосудов, которая позволяет предположить, что стоа была построена около 420 года до н. э.

## Археологический музей Вравроны

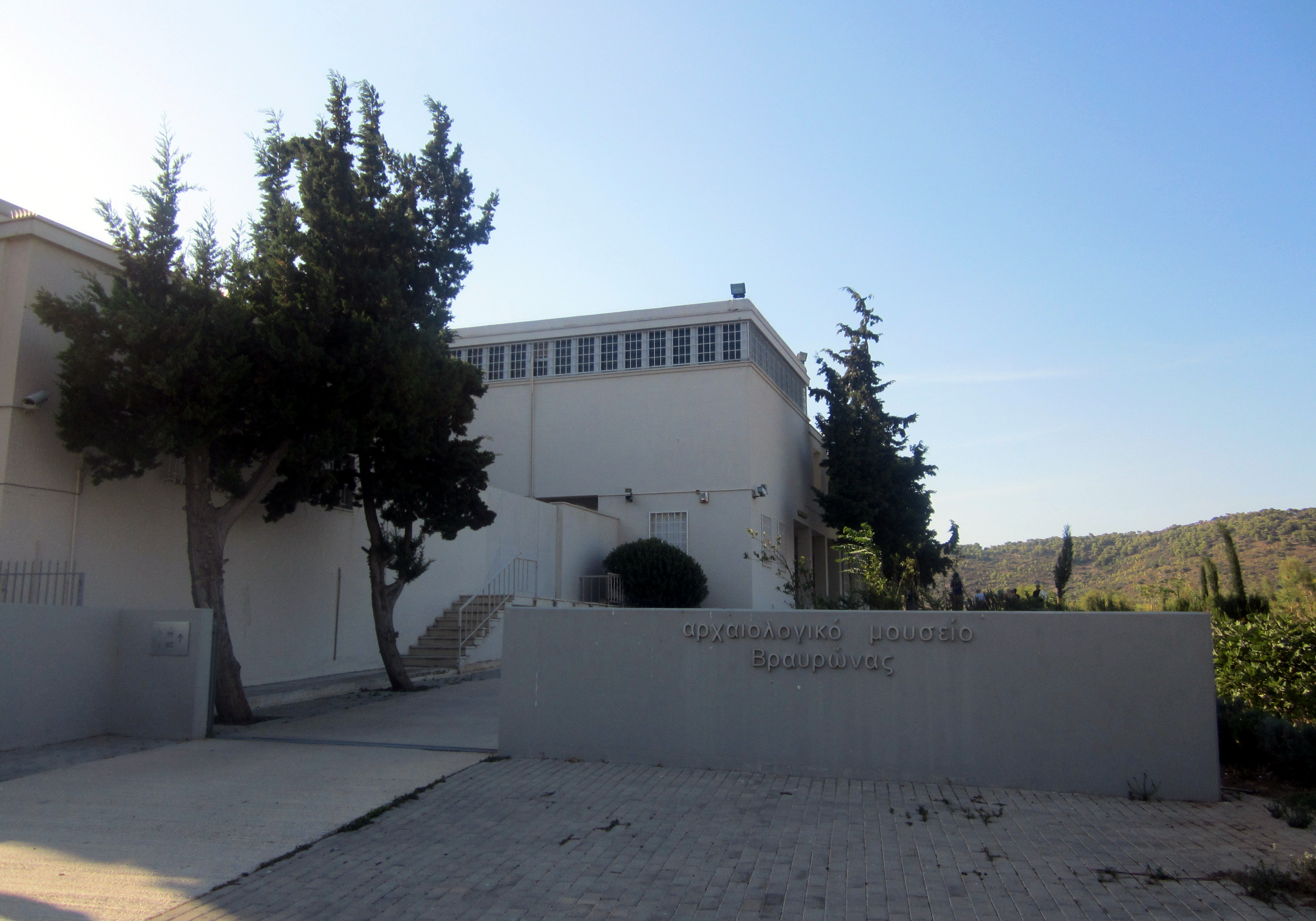
Археологический музей Вравроны

В археологическом музее Вравроны хранятся статуи жриц, малая пластика, надписи и различные предметы, преимущественно IV века до н. э., из раскопок святилища Артемиды и Месогеи.
Археологический музей Вравроны был построен в 1962 году у юго-восточного подножия холма, в 200 метрах от места раскопок святилища Артемиды, по проекту архитектора Димитриос Фотиадис. Первая выставка проведена 25 мая 1969 года.

## Пещера (карстовая воронка) Враоны
В 2,5 километрах к югу от места раскопок находится карстовая воронка, которую исследовали в начале 1970-х годов. Были найдены кости и зубы крупных и мелких млекопитающих, преимущественно пантер. Другие виды, которые были определены: лев, волк, бизон, лошадь, медведь, лось, олень, лань, дикая кошка, рысь, лисица, ласка, хорек, серна, заяц, ёж, крыса, крот, земноводные, пресмыкающиеся, птицы и т. д. Возраст окаменелой фауны датируется в 7—25 тысяч лет. Останки животных находятся в воронке потому, вероятно, что она работала в качестве естественной ловушки для животных области, или потому, что её использовали в качестве берлоги пантеры.

## Население
| Год  | Население, человек |
| ---- | ------------------ |
| 1991 | 48                 |
| 2001 | 39                 |
| 2011 | ↗ 195              |